# Grote Scheldeprijs 1996
Il Grote Scheldeprijs 1996, ottantaduesima edizione della corsa, si svolse il 24 aprile per un percorso con partenza ad Anversa ed arrivo a Schoten. Fu vinto dal belga Frank Vandenbroucke della squadra Mapei-GB davanti ai connazionali Tom Steels e Eric Vanderaerden.

## Ordine d'arrivo (Top 10)
| Pos. | Corridore           | Squadra                     | Tempo    |
| ---- | ------------------- | --------------------------- | -------- |
| 1    | Frank Vandenbroucke | Mapei-GB                    | 4h30'49" |
| 2    | Tom Steels          | Mapei-GB                    | a 2"     |
| 3    | Eric Vanderaerden   | San Marco Group-Fago        | s.t.     |
| 4    | Ján Svorada         | Panaria-Vinavil             | s.t.     |
| 5    | Erik Zabel          | Team Deutsche Telekom       | s.t.     |
| 6    | Giovanni Lombardi   | Team Polti                  | s.t.     |
| 7    | Mauro Bettin        | Refin-Mobilvetta            | s.t.     |
| 8    | Johan Verstrepen    | Vlaanderen 2002-Eddy Merckx | s.t.     |
| 9    | Wilfried Peeters    | Mapei-GB                    | s.t.     |
| 10   | Mario De Clercq     | Palmans-Boghemans           | s.t.     |